# Římskokatolická farnost Želina
Římskokatolická farnost Želina (lat. Sehlavia) je zaniklá církevní správní jednotka sdružující římské katolíky v Želině a okolí. Organizačně spadala do krušnohorského vikariátu, který je jedním z deseti vikariátů litoměřické diecéze.

## Historie farnosti
Farnost byla založena roku 1283. V některých katalozích se uvádí, že v místě byla již od roku 1584 expozitura k farnosti Radonice, nicméně duchovní správu v místě většinou zajišťovali minorité z kláštera v Kadani. O kanonicky zřízené expozituře lze hovořit až od roku 1761, kdy se začala stavět fara a expozitura byla úředně deklarována. Matriky jsou vedeny od roku 1784.
Farnost existovala do 31. prosince 2012 jako součást kadaňského farního obvodu. Od 1. ledna 2013 zanikla sloučením do farnosti-děkanství Kadaň.

### Duchovní správcové vedoucí farnost
Začátek působnosti jmenovaného v duchovní správě farnosti od:
- Albertus
- 1356   Nicolaus de Mendico, o. 1355
- 1357   Joannes Zid
- 1359   Busco de Luthomericz
- 1360   Nicolaus de Luc
- 1363   Frenczlinus
- 1371   Franciscus de Zacz
- Benedictus, † 1389
- 16. 4. 1389   Paulus de Tochobossicz
- 1392   Mathias
- 1403   Nicolaus
- 1471   Sigismund
- 1504   Jocoff Fogler
- 1550   Niklas
- 1694   Franciscus Xaverius Hossmann
- 1695   Johannes Carol. Funck
- 1696   Johannes Christophorus Pincks
- 1697  Franciscus Josephus Habermann
- 1697   Joannes Georgius Hüebner
- 1698   Mattheus Adalbertus Ursinus, † 11. 2. 1723
- 1700-1702 Ubaldus Mayer OFM Conv., Sigismundus Grauppner OFM Conv.
- 1702   Georgius Ferdinandus Lissack
- 1704   Franciscus Seydl
- 1707  Luc. Brüner OFM Conv., Hieron. Manitzky OFM Conv., Lib. Standsberger, Julianus
- 1708   Franciscus Seydl
- 1709   Fabricius
- 1711   Jacobus Mirsch
- 1712   Josephus Lerch, † 25. 11. 1722
- 1717   Michaël Judex
- 1722   Franciscus Josephus Theümer
- 1724   Carolus Josephus Ertl
- 1733   Georgius Josephus Löw, † 4. 2. 1735
- 1735   Joannes Fridericus Lorentz
- 1747   Joannes Georgius Schicht
- Antonius Durschner
- 1753   Procopius Patzner,
- 1758   Bartholomaeus Leibl
- 1759   Thaddeus Schreiter
- 1761   exposit. Andreas  Lorentz, † 1766
- 1777   exposit. Joann. Zeidler, † 3. 12. 1801
- 1803   exposit. Mich. Polak, n. 28. 11. 1759 Kladruby, o. 31. 8. 1788, † 7. 4. 1829
- 1829   exposit. Jos. Stanka, n. 31. 8. 1797 Sadschitcens., o. 7. 9. 1823, † 11. 10. 1883
- 1854      chybí katalog
- 1855   exposit. Eduard. Haustein, n. 3. 11. 1813 Sebatiansberg., o. 10. 11. 1836, † 30. 12. 1879
- 1867   exposit. Adalb. Wagner, n. 8. 7. 1835 Ludicens., o. 26. 7. 1858, † 13. 2. 1894
- 1871   exposit. Franc. Ehmig, n. 30. 1. 1802 Atschau, o. 4. 9. 1827, † 16. 11. 1882
- 1872   exposit. vacat, admin. int. exc. Ambrosius Neuberger
- 1874   exposit. Car. Pova, n. 4. 10. 1844 Bilin, o. 20. 7. 1869, † 15. 7. 1907
- 1875   exposit. Adolph. Schmidt, n. 15. 1. 1846 Saaz, o. 23. 7. 1871
- 1888   exposit. vacat
- 1890   exposit. Car. Höfert, n. 5. 8. 1860 Sirbic., o. 16. 5. 1886, † 24. 5. 1939
- 1891   exposit. Anton. Löschner, n. 5. 7. 1851 Cadan., o. 25. 7. 1874
- 1893   exposit. Anton. Ambros, n. 9. 2. 1865 Gödesin, o. 25. 3. 1888, † 26. 3. 1943
- 1895   exposit. Othmar. Lorenz, n. 23. 11. 1865 Cadan., o. 29. 6. 1890, † 4. 6. 1934
- 1901   exposit. vacat, admin. exc. Anton. Löschner
- 1902   exposit. Jos. Renner, n. 8. 7. 1894 Moldau, o. 2. 6. 1918, † 20. 3. 1974
- 1905   exposit. Rud. Stein, n. 6. 4. 1873 Zyrardov, o. 15. 7. 1900, † 5. 5. 1916
- 1908   exposit. Jos. Jordan, n. 18. 1. 1872 Marbach ad Fulda, o. 27. 7. 1901, † 10. 12. 1920
- 1. 1. 1921  exposit. Frid. Behr, n. 20. 11. 1894 Goerkav., o. 29. 6. 1917, † 2. 6. 1969
- 20. 11. 1945 exp. vacat, admin. Vladiboj Neumann
- 17. 12. 1945 exp. vacat, admin. Oldřich Hodač
- 1. 7.  1948 exp. vacat, admin. Josef Bárta
- 1. 8.  1960 exp. vacat, admin. Miroslav Kubík
- 1. 10. 1970 exp. vacat, admin. Jan Kozár
- 1. 7.  1986 exp. vacat, admin. Miroslav Maňásek SDB
- 1. 2.  1991 exp. vacat, admin. Jozef Piroh
- 1. 3.  1996  exp. vacat, admin. Richard Madej
- 15. 11. 1997 – 31. 12. 2012 exp. vacat Josef Čermák, admin. exc. z Kadaně[4]

Kromě kněží stojících v čele farnosti, působili ve farnosti v průběhu její historie i jiní kněží. Většinou pracovali jako farní vikáři, kaplani, katecheté, výpomocní duchovní aj.

## Území farnosti
Do farnosti náleželo území obcí:
- Hradec (Burgstadtl)[p 2]
- Kadaňská Jeseň (Gösen)[p 2]
- Krásný Dvoreček (Klein Schönhof)[p 2]
- Pokutice (Pokatitz)[p 2]
- Rokle (Rachl)[p 2]
- Želina (Seelau)[p 2]

## Římskokatolické sakrální stavby a místa kultu na území farnosti
| | Fotografie | Stavba              | Místo  | Bohoslužby                      | Zeměpisné souřadnice            | Status                                                                             | Číslo kulturní památky                      |
| Kostel | Kostel     | Kostel              | Kostel | Kostel                          | Kostel                          | Kostel                                                                             | Kostel                                      |
| --- | ---------- | ------------------- | ------ | ------------------------------- | ------------------------------- | ---------------------------------------------------------------------------------- | ------------------------------------------- |
| 1. |            | Kostel sv. Vavřince | Želina | bližší informace o bohoslužbách | 50°21′57″ s. š., 13°17′2″ v. d. | do 31. prosince 2012 farní kostel, poté filiální kostel farnosti – děkanství Kadaň | 33982/5-735 (Pk•MIS•Sez•Obr•WD) (Q18511383) |
| Některé drobné sakrální stavby a pamětihodnosti lze dohledat zde v databázi Drobné sakrální památky Zaniklé sakrální stavby lze dohledat zde v databázi Poškozené a zničené kostely, kaple a synagogy v České republice |            |                     |        |                                 |                                 |                                                                                    |                                             |

Ve farnosti se mohou nacházet i další drobné sakrální stavby, místa římskokatolického kultu a pamětihodnosti, které neobsahuje tato tabulka.

## Galerie sakrálních pamětihodností ve farnosti

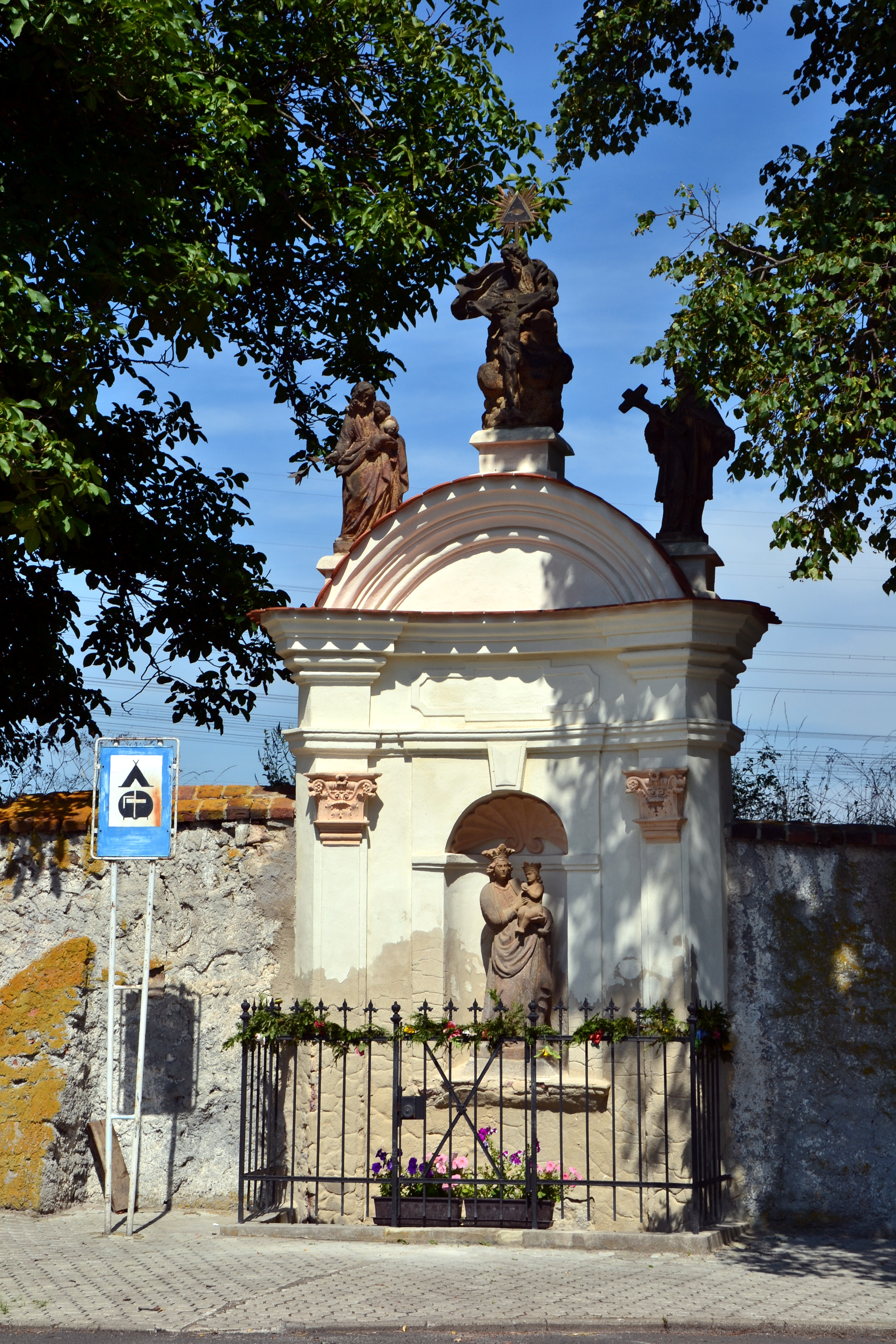
Výklenková kaplička v obci Rokle